# Torneo Godó 2001
Torneo Godó 2001 (також Open SEAT Godó 2001) — тенісний турнір, що проходив на кортах з твердим покриттям у місті Барселона, Іспанія з 23 квітня . Належав до категорії ATP International Series Gold, був турніром серії Відкритий чемпіонат Барселони з тенісу 2001 року.

## Фінальна частина

### Одиночний розряд
Хуан Карлос Ферреро —  Карлос Мойя 4–6, 7–5, 6–3, 3–6, 7–5

### Парний розряд
Доналд Джонсон /  Джаред Палмер —  Томмі Робредо /  Фернандо Вісенте 7–6(7–2), 6–4